# Spodnje Stranice
Spodnje Stranice – wieś w Słowenii, w gminie Zreče. 1 stycznia 2018 liczyła 157 mieszkańców.